# Aleksandra Stamenić
Aleksandra Stamenić (12. juni 1998 i Novi Sad, Serbien) er en serbisk håndboldspiller, som spiller for ungarske Kisvárdai KC i Nemzeti Bajnokság I og Serbiens kvindehåndboldlandshold.
Hun blev udtaget til landstræner Uroš Bregars trup ved VM i kvindehåndbold 2021 i Spanien, hvor det serbiske hold blev nummer 12.